# Шведски кибрит
Шведски кибрит (оригинално заглавие на френски: Les Allumettes suédoises) е роман на Робер Сабатие, публикуван през 1969.
Три ментови близалки (на френски: Trois sucettes à la menthe), продължението на Шведски кибрит, излиза същата година.
През 1996 Жак Ерто филмира романа с участието на Наел Маранден в ролята на Оливие Шатоньоф и Оливие Ситрук в ролята на Марсо.

## Сюжет
Действието на романа се развива през 30-те години на 20 век в парижкия квартал Монмартър. Оливие загубва родителите си и остава сирак. Жан и Елоди, негови братовчеди, го взимат, но той избягва и се връща в квартала, в който е роден и отраснал, където са всичките му приятели.